# Ургуланія
Ургуланія (лат. Urgulania, д/н — після 26) — римська матрона, впливова аристократка за часів правління імператорів Августа та Тиберія.

## Життєпис
Походила із впливової етруської родини. Була одружена з Марком Плавцієм Сільваном (більше нічого про чоловіка не відомо). 
Ургуланія була близькою подругою імператриці Лівії Друзілли, завдяки цьому за правління її чоловіка імператора Октавіана Августа була доволі впливовою. Спроби її супротивників притягти до суду завжди виявлялися марними.
Використовуючи свій вплив, домоглася призначення сина Марка Плавція Сільвана у 2 році до н. е. консулом, іншим консулом того року був імператор Август. Далі вона одружила сина з представницею патриціанського роду Ларціїв. Онуку Плавцію Ургуланіллу видала за представника імператорської родини Клавдія (який пізніше став імператором). Сприяла появі цікавості у Клавдія етруською історією та мовою. Вплив Ургуланії послабився після вбивства її онуком Марком дружини Апронії у 24 році, а у 26 році — розлученням Клавдія з онукою Плавцією Ургуланілою через перелюб. Подальша доля не відома.